# Shihe (socken i Kina, Heilongjiang)
Shihe (kinesiska: 石河, 石河乡) är en socken i Kina. Den ligger i provinsen Heilongjiang, i den nordöstra delen av landet, omkring 81 kilometer nordost om provinshuvudstaden Harbin.
Genomsnittlig årsnederbörd är 884 millimeter. Den regnigaste månaden är juli, med i genomsnitt 187 mm nederbörd, och den torraste är januari, med 9 mm nederbörd.